# موج حرف
موج حرف  جماعت و شهرکی در کشور تاجیکستان است که در ناحیهٔ نورآباد ناحیه‌های تابع جمهوری قرار دارد. 